# Maďarská aliancia
Maďarská aliancia (zkratka SZÖVETSÉG–ALIANCIA, celým názvem oficiálně Magyar Szövetség – Maďarská aliancia; dříve Magyar Közösségi Összefogás – Maďarská komunitná spolupatričnosť a SZÖVETSÉG - Magyarok. Nemzetiségek. Regiók. | ALIANCIA - Maďari. Národnosti. Regióny) je slovensko-maďarská politická strana působící na Slovensku. Její hlavní činností je hájení zájmů menšin.
Stranu založila v roce 2019 bývalá europoslankyně Edit Bauer (dříve SMK-MKP) a bývalý místopředseda první vlády Vladimíra Mečiara a vlády Jána Čarnogurského Gábor Zászlós (dříve MNI).
Strana podporuje členství Slovenska v Evropské unii a NATO, odmítá spolupráci se stranami SMER-SD a ĽSNS.
Maďarská aliancia má největší členskou základnu ze všech politických stran na Slovensku.

## Historie
Strana nesla od svého vzniku v roce 2019 až do roku 2021 název Magyar Közösségi Összefogás – Maďarská komunitná spolupatričnosť (MKÖ-MKS). Vznikla jako reakce na spory slovensko-maďarských stran. To mohlo mít podle zakladatelů strany za následek to, že by se v nadcházejících parlamentních volbách žádná z těchto stran nedostala do Národní rady. MKÖ-MKS nakonec ve volbách s výsledkem 3,91 % neuspěla.
Po neúspěchu všech slovensko-maďarských stran ve volbách na Slovensku začaly tyto strany vyjednávat o spolupráci v jedné straně, což vedlo k přejmenování MKÖ-MKS na SZÖVETSÉG - Magyarok. Nemzetiségek. Regiók. | ALIANCIA - Maďari. Národnosti. Regióny (SZÖVETSÉG–ALIANCIA) a jejímu sloučení se stranami SMK-MKP a Most-Híd, které se staly platformami v rámci společné strany.
V květnu 2023 stranu kvůli neshodám opustila platforma Most-Híd pod vedením Lászla Sólymose, která převzala stranu MKDA a přejmenovala ji na Most-Híd 2023.
V parlamentních volbách v roce 2023 strana získala 4,38 % hlasů a nedostala se do Národní rady. Krátce po volbách se strana přejmenovala na Magyar Szövetség – Maďarská aliancia (SZÖVETSÉG–ALIANCIA).
V prvním kole prezidentských voleb v roce 2024 byl kandidátem strany její předseda Krisztián Forró. Ve druhém kole podporovala zvoleného prezidenta Petera Pellegriniho.

## Předsednictvo

### MKÖ-MKS
- Szabolcs Mózes – předseda (2019–2021)
- Örs Orosz – místopředseda (2019–2021)

### SZÖVETSÉG–ALIANCIA
- Krisztián Forró – předseda (2021–2024)
- László Gubík – předseda (2024– )
- Szabolcs Mózes – místopředseda (2021–2023)
- György Gyimesi – místopředseda (2023–2024)
- Örs Orosz – místopředseda (2023–2024)
- Tibor Csenger – místopředseda (2024– )
- Péter Őry – místopředseda (2024– )
- László Sólymos – předseda republikové rady (2021–2023)
- Peter Pandy – předseda republikové rady (2023– )

## Volební výsledky

### Parlamentní volby
| Volby | Počet hlasů | Hlasy v % | Změna % | Mandátů | Změna mandátů | Postavení       |
| ----- | ----------- | --------- | ------- | ------- | ------------- | --------------- |
| 2020  | 112 662     | 3,91      | –       | 0       | –             | Mimoparlamentní |
| 2023  | 130 183     | 4,38      | ▲ 0,45  | 0       | ▬ 0           | Mimoparlamentní |

### Mapy volebních výsledků

Výsledky parlamentních voleb 2020
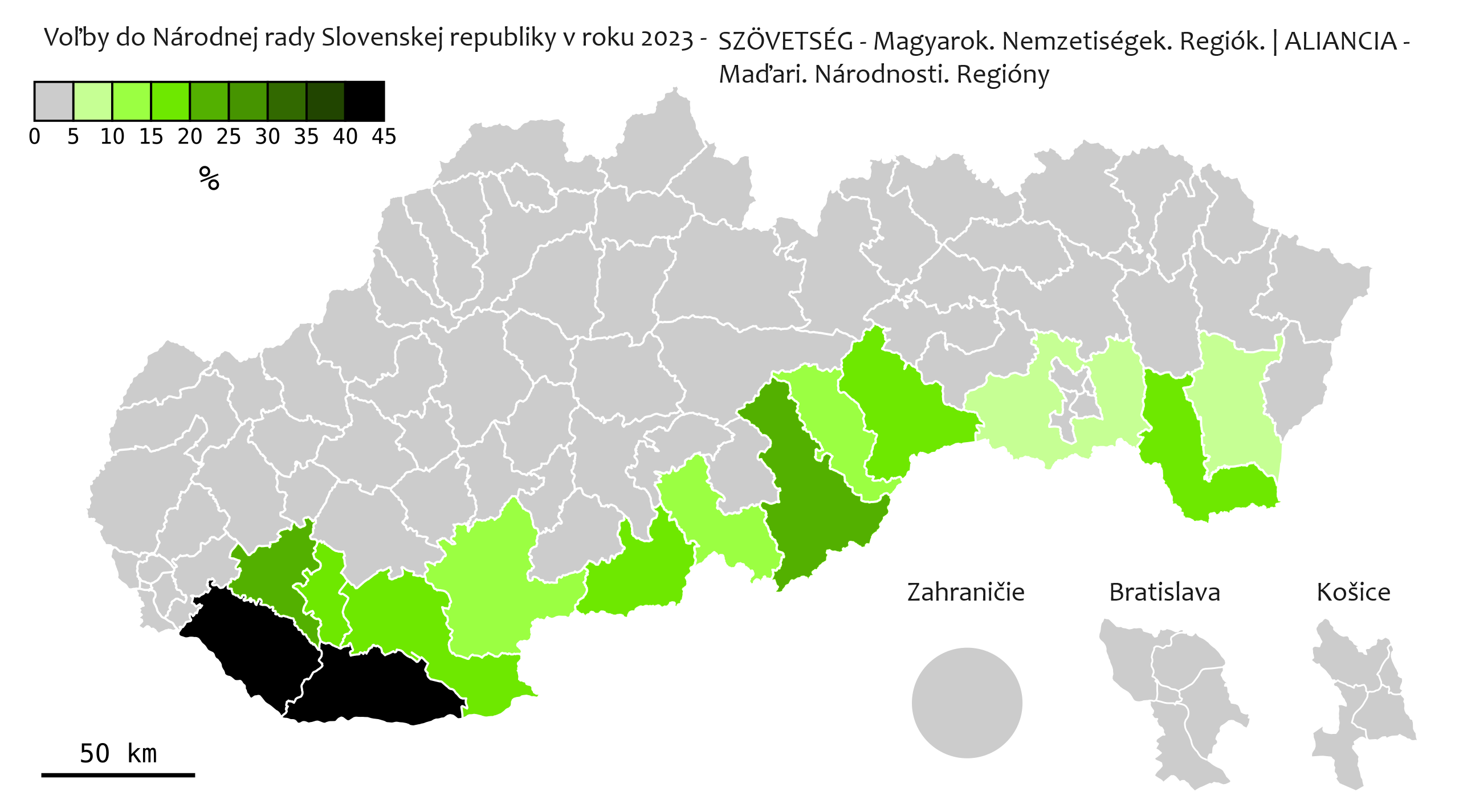
Výsledky parlamentních voleb 2023